# Mughiphantes yeti
Mughiphantes yeti là một loài nhện trong họ Linyphiidae.
Loài này thuộc chi Mughiphantes. Mughiphantes yeti được Andrei V. Tanasevitch miêu tả năm 1987.